# 米特卡洛托峰

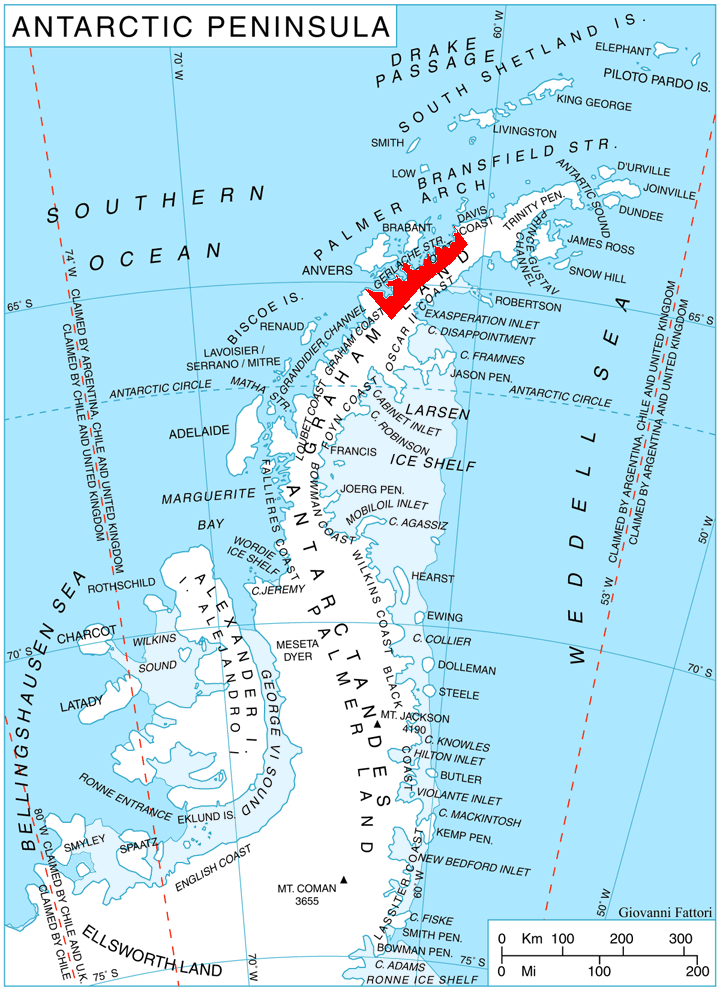

米特卡洛托峰（英語：Mitkaloto Peak），是南極洲的山峰，位於葛拉漢地西岸的丹科海岸，處於吉法德灣東南面7.55公里和默尼耶角東南面8.7公里，海拔高度1,200米，現時由南極條約體系管理。